# Hugo Martínez

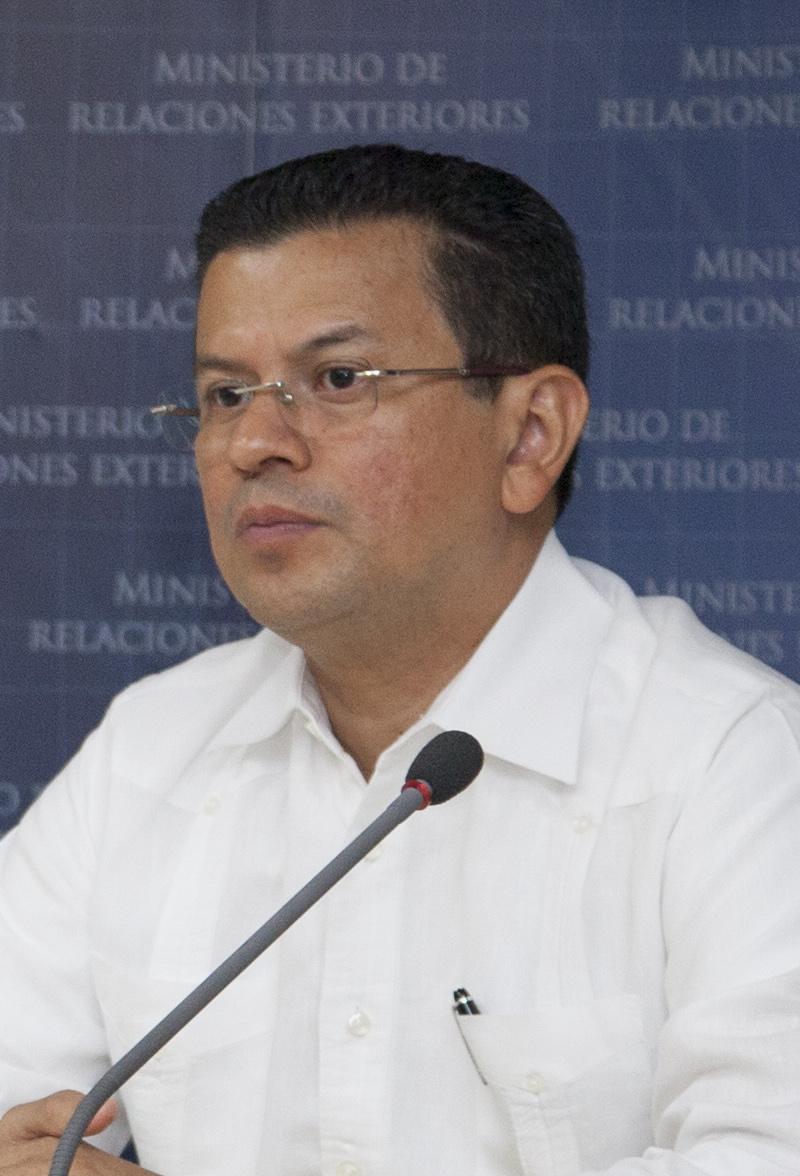
Hugo Martínez (2014)

Hugo Roger Martínez Bonilla (* 2. Januar 1968 in Concepción de Oriente) ist ein Politiker aus El Salvador.

## Biografie
Nach dem Schulbesuch absolvierte er zunächst ein Studium der Ingenieurwissenschaften an der Universität von El Salvador sowie an der Universität Toulouse, das er mit einem Master abschloss. Danach absolvierte er ein postgraduales Studium in Business Administration an der Universidad Centroamericana “José Simeón Cañas” sowie in der Verwaltung von Humankapital an der Universidad Latina de Costa Rica. Bereits als Student trat er Studentenbewegungen bei und wurde 1988 Generalsekretär der Gesellschaft der Salvadorianischen Studenten der Landwirtschaftswissenschaften. Daneben war er auch Vorsitzender von Fachausschüssen des Verbandes der Universitätsstudenten. Später war er Assistent des Generalsekretärs des Rates der Universitäten von Zentralamerika und anschließend Direktor für Auswärtige Beziehungen der Universität von El Salvador. 
Nach dem Ende des von 1980 bis 1991 dauernden Bürgerkrieges begann er als erster Nationaler Jugendkoordinator der Frente Farabundo Martí para la Liberación Nacional (FMLN) seine politische Laufbahn. 1994 wurde er Stellvertretender Abgeordneter der Legislativversammlung und stieg im Laufe der Zeit zum Mitglied der Politischen Kommission der FMLN auf.
2003 wurde er dann zum Abgeordneten der Legislativversammlung gewählt und gehört dieser seitdem als Mitglied der Fraktion der FMLN an. Zunächst war er zwischen 2006 und 2009 Vorsitzender des Ausschusses für Erziehung und Kultur sowie außerdem Mitglied des Ausschusses für Auswärtige Angelegenheiten, Zentralamerikanische Integration und Salvadorianer im Ausland. Martínez, der seit 2003 auch Mitglied des Fraktionsvorstandes ist, war außerdem von 2008 bis 2009 Stellvertretender Fraktionsvorsitzender der FMLN.
Nach dem Sieg der FMLN bei den Parlamentswahlen vom 18. Januar 2009 wurde er zunächst Vorsitzender des Ausschusses für Auswärtige Angelegenheiten, Zentralamerikanische Integration und Salvadorianer im Ausland. Nach der Wahl von Mauricio Funes zum Präsidenten wurde er von diesem am 1. Juni 2009 zum Minister für Auswärtige Angelegenheiten ernannt. Am 14. August 2013 wurde er von Jaime Miranda Flamenco abgelöst.

## Weblink
- Angaben in rulers.org

| Personendaten    | Personendaten                                                               |
| ---------------- | --------------------------------------------------------------------------- |
| NAME             | Martínez, Hugo                                                              |
| ALTERNATIVNAMEN  | Martínez Bonilla, Hugo Roger                                                |
| KURZBESCHREIBUNG | salvadorianischer Politiker (FMLN), Minister für Auswärtige Angelegenheiten |
| GEBURTSDATUM     | 2. Januar 1968                                                              |
| GEBURTSORT       | Concepción de Oriente                                                       |